# Patricia Stephens Due
Patricia Stephens Due (9 de diciembre de 1939 - 7 de febrero de 2012) fue una activista estadounidense por los derechos civiles, activa especialmente en su estado natal de Florida.

## Biografía
Junto con su hermana Priscilla y otras personas entrenadas en la protesta no violenta por la organización Congress of Racial Equality, Due pasó 49 días en una de las primeras cárceles de la nación, negándose a pagar una multa por sentarse en un restaurante "sólo para blancos" en Tallahassee, Florida en 1960. Sus ojos se vieron afectados por el gas lacrimógeno usado por la policía en las marchas estudiantiles, por lo que usó lentes oscuros durante el resto de su vida. Desempeñó muchos papeles de liderazgo en CORE y en la NAACP, luchando contra las tiendas, autobuses, teatros, escuelas, restaurantes y hoteles segregados, protestando contra las leyes injustas y dirigiendo uno de los esfuerzos de registro de votantes más peligrosos del país en el norte de Florida en la década de 1960.
Con su hija Tananarive, Due escribió Freedom in the Family: a Mother-Daughter Memoir of the Fight for Civil Rights, documentando la lucha en la que participó, inicialmente como estudiante en la Universidad A&M de Florida, y luego trabajando para organizaciones de derechos civiles y comunidades, a menudo acompañada de su esposo, el abogado de derechos civiles John D. Due, Jr.